# ルキウス・マルキウス・ピリップス (紀元前91年の執政官)
ルキウス・マルキウス・ピリップス（ラテン語: Lucius Marcius Philippus、紀元前136年頃 - ?）は、紀元前2世紀後期・紀元前1世紀初期の共和政ローマの政治家。紀元前91年に執政官（コンスル）を、紀元前86年にはケンソル（監察官）を務めた。

## 出自

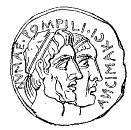
アンクス・マルキウスとヌマ・ポンピリウスを刻んだコインのデザイン

ピリップスはプレブス（平民）であるマルキウス氏族の出身。紀元前367年のリキニウス・セクスティウス法によりプレブスも執政官になることが認められると、マルキウス氏族も高位の役職を得るようになった。後の紀元前1世紀に作られた系図では伝説的な愛国者グナエウス・マルキウス・コリオラヌスを先祖としているが、これが正しいとすれば王政ローマの第4代王アンクス・マルキウスにたどり着き、さらに母方をたどると第2代王ヌマ・ポンピリウスにつながる。古代の系図学者は、マルキウス氏族はヌマ・ポンピリウスの血をひくことから、軍神マールスの子孫としている。
紀元前4世紀半ばにガイウス・マルキウス・ルティルスは、プレブス出身者として始めて独裁官（ディクタトル）と監察官に就任し、また執政官を四度務めている。この点について、ドイツの歴史家ミュンツァーは、マルキウス氏族は実際にはパトリキ（貴族）の起源を持つと推察している。
ピリップスのコグノーメン（第三名、家族名）を名乗ったのは、紀元前281年の執政官クィントゥス・マルキウス・ピリップス である。古代の資料はこの家族名をマケドニア王の名前と関連付けているが、明らかに誤りである。現代の歴史学者は、一般的な家族名である「ピロ」（プブリリウス氏族やウェトゥリウス氏族が使用]）と同じ起源と考えている。
カピトリヌスのファスティによれば、ピリップスの父も祖父もプラエノーメン（第一名、個人名）はクィントゥスである。父も祖父も高位官職にはついていない。ただし、曽祖父クィントゥス・マルキウス・ピリップスは、 第三次マケドニア戦争中の紀元前186年と紀元前169年の2回、執政官を務めている。
ピリップスの母は、パトリキのクラウディウス氏族の出身で、紀元前143年の執政官アッピウス・クラウディウス・プルケルの娘であった 。したがって、ピリップスはガイウスとアッピウスのプルケル兄弟（それぞれ紀元前92年と紀元前79年の執政官）の甥にあたる。またルキウス・リキニウス・ルクッルス（紀元前74年執政官）の妻は、ピリップスのいとこであった。

## 経歴

### 早期の経歴
当時のウィッリウス法では執政官に就任できるのは42歳からとされていた。現代の研究者はピリップスが45歳前後で執政官に就任したと考え、その生年を紀元前136年頃としている。ローマのノビレス（新貴族）の多くは、トリブヌス・ミリトゥム（高級士官）として従軍し、その後政治家となることが多かったが、ピリップスはこの経路を通っていない。おそらくは、軍務についたことは一度もないと推定される。紀元前110年頃に、ルキウス・ピリップスという人物が造幣官を務めており、表面にクィントゥス・マルキウス・トレムルスの騎馬像、裏面に月桂樹の花輪を描いたコインを鋳造している。おそらくこの造幣官は、本記事のピリップスと思われる。
紀元前104年頃、ピリップスは護民官に就任する。このとき彼は農地法を提唱したが、歴史学者F. ミュンツァーによれば、これはルキウス・アップレイウス・サトゥルニヌスの法案を先取りしたものであった。キケロは、ピリップスが「民衆に取り入る」ような演説を行っていたと書いているが、上流階級が彼の法案に反対していることを知ると、これを撤回することに同意した。この件に鑑みて、ピリップスを「ポプラレス（民衆派）の指導者の一人」とする見方もある。しかし紀元前100年末にポプラレスのサトゥルニヌスが反乱を起こした際には、これと戦う側に回っている。
ピリップスは競技会などの娯楽を提供するアエディリス（按察官）には就任しなかったようである。現代の研究者は、これをキケロの記述から推定している。キケロは「確かに、ルキウス・ピリップスは偉大な能力を持ち、並外れた知名度を持つ人物であった。彼は民衆に何の娯楽も提供せずに、最高の地位に上り詰めたことを自慢していた」と記している。
ピリップスは紀元前94年末の執政官選挙に立候補した。これから逆算して、遅くとも紀元前96年にはプラエトル（法務官）に就任したはずである。執政官選挙において、ピリップスはすでに幅広い人脈を持っており、それまでの功績、卓越した弁論家としての評判、アウグル（鳥占官）の一員であるなど、有利と思われていたのだが、実際に当選したのはノウス・ホモ（父祖に高位官職者をもたない新人）のマルクス・ヘレンニウスであった。キケロによれば、そのような結果は予想されておらず、「ヘレンニウスのピリップスに対する勝利は、クィントゥス・ファビウス・マクシムス・エブルヌスのマルクス・アエミリウス・スカウルスに対する勝利（紀元前117年選挙）や、グナエウス・マッリウス・マクシムスのクィントゥス・ルタティウス・カトゥルスに対する勝利（紀元前106年選挙）と同じように、同時代の人々には不可解なものとうつった」と述べている。
キケロの論文『弁論家について』に書かれている2つのエピソードから判断して、この頃にピリップスは一度ならず法廷に登場している。裁判の内容に関しては不明であるが、歴史学者F. ミュンツァーによれば、少なくとも一度はピリップスが被告人となっていたようであり、何らかの権力濫用に関するものであったと推測される。結果としては無罪となっているが、これは当時の権力濫用裁判を担当していたエクィテス（騎士階級）との関係が良好であったことが示唆される。フロルスの『700年全戦役略記』にはクィントゥス・セルウィリウス・カエピオ（紀元前91年法務官）がピリップスを告訴したとされている；「カエピオは元老院に抗議するために駆けつけ、そのリーダーであるマルクス・アエミリウス・スカウルスとピリップスを激しく非難した」。これは紀元前92年の出来事とされるが、詳細は不明である。特に、カエピオが二人を同時に告訴したのか、あるいは二つの別々の告訴がなされたのかは分からない。いずれにしても、二人が実際に法廷で裁かれることはなかった。
紀元前92年、ピリップスは2度目の執政官選挙に立候補した。この年の執政官ガイウス・クラウディウス・プルケルはピリップスの叔父であり、マルクス・ペルペルナはプルケルの同盟者であった。両者の支援を受け、ピリップスは執政官選挙に勝利した。同僚執政官はパトリキのセクストゥス・ユリウス・カエサルであった。

### 執政官就任とマルクス・リウィウス・ドルススとの対立
ピリップスが執政官を務めた年（紀元前91年）の主な出来事には、護民官マルクス・リウィウス・ドルススの改革がある。ドルススはオプティマテス（門閥派）に属しており、騎士階級の権力強化に元老院に代わって対抗するものであったと思われる。当時権力濫用に関する法廷は、騎士階級が支配しており、プブリウス・ルティリウス・ルフスに冤罪を着せてローマから追放し、さらには元老院筆頭であるスカウルスに対する攻撃も行っていた。これに対してドルススは著名な元老院議員からの支援を受けていた。スカウルスのほか、当時最高の弁論家とされたルキウス・リキニウス・クラッスス（紀元前95年執政官）、クィントゥス・ムキウス・スカエウォラ・ポンティフェクス（紀元前95年執政官）、さらにマルクス・アントニウス・オラトル（紀元前99年執政官）や、この年のプラエトル・ウルバヌス（首都担当法務官）であったクィントゥス・ポンペイウス・ルフス等が含まれる。さらにドルススを支持した若い政治家にはガイウス・ユリウス・カエサル・ストラボ・ウォピスクス（紀元前90年上級按察官）、プブリウス・スルキピウス（紀元前88年護民官）、ガイウス・アウレリウス・コッタ（紀元前75年執政官）、ルキウス・ムンミウス（紀元前90年護民官）等がいた。
ドルススの改革は、全ての階級を満足させようとするものであった。元老院は裁判の権利を騎士階級から取り戻し、騎士階級は元老院に300議席を持つ、一般平民に対しては土地と穀物の分配を行う（あるいはパンの価格を下げる）。しかし、どのグループにも反対するものがおり、反ドルススで結束した。特に、ピリップスを筆頭とする元老院議員の多くも改革に反対した。ピリップスを告訴したことがあるカエピオも元老院側に回った。歴史学者E. ベディアンは、紀元前100年代に最も影響力のあった政治家であるガイウス・マリウスが、両者の背後にいることを示唆している。
主な論争は民会で繰り広げられた。ドルススは全ての提案を組み合わせた法案を提出したが、ピリップスは反対した。それぞれのグループは過激な行動をとった。ドルススはタルペーイアの岩から突き落とすぞとカエピオを脅し、ピリップスに対しては暴力まで使った。

彼の法案に異議を唱えた執政官（ピリップス）に対して、ドルススは民会の中で首を強く絞め、結果大量の鼻血が出た。これを見たドルススは、執政官の贅沢ぶりを揶揄し、まるでマグロが潮を噴いてるようだと言った。
アウレリウス・ウィクトル『共和政ローマ偉人伝』、LXVI, 9.

ただし、フロルスはピリップスの首を締めたのはドルススではなくその補佐官としている。
このような反対にもかかわらず、ドルススの法案は可決された。対するピリップスは、元老院に対してこの法律の取消を要求した。その理由は、採択に暴力が用いられたこと、および本来異なる法案を一つにまとめて新しい法案とすることは禁止されていること（紀元前98年のカエキリウス・ディディウス法）、であった。しかしピリップスは元老院では決定的な支持者を得ることができず、このため民会でセンセーショナルな発言を行った。すなわち、「執政官として、現在の元老院では共和国を統治することができないので、より合理的な国家評議会を設立する必要がある」と述べたのである。
翌日（9月13日）、ドルススは元老院を招集して状況に関する議論を行った。ドルススは、ピリップスが民衆の前で元老院議員を攻撃したと述べた。ドルススはクラッススに支持されていた。クラッススは「元老院の不幸と、執政官に支持されていない状態を嘆いた。その権威は、まるで無法者であるかのように執政官に引き裂かれた。執政官の役割は、元老院に対して良き親や信頼できる後見人の役割を果たすことだ。しかし、共和国に多大な損害を与えてきた人物が、元老院を不要というのは驚くべきことではない」と述べた。
これを聞いたピリップスは自制心を失い、クラッススにインペリウムの懲罰権を行使すると脅した（この措置は通常、会議を欠席した元老院議員に適用された。懲罰権には質を差し出す必要があった）。クラッススは、自分を元老院議員として認めない者を執政官として認めないと答え、後に有名になった言葉を口にした。

貴殿は、これまで元老院の権威を質に取って、人々の前で散々踏みにじってきておきながら、今更私一人の質ごときで私が怯えると思うのか！私を罰したければ、これっぽっちの質などではなく、私の舌を切るべきなのだ！たとえ舌を切り取られ、 息を吐くことしか出来なくなったとしても、私は自由な権利を行使し、貴殿の恣意性に反論し続けるであろう。
キケロ『弁論家について』、III, 1.4

元老院議員はクラッススの演説に衝撃を受け（後にキケロはこの演説を最高のものと認めた）全会一致で次の決定をした。「ローマ市民は、元老院が常に共和国の利益のために献身していることを疑ってはならない。」もちろんこれはピリップスの発言に対するものであった。しかし、演説に全力を使ったためか、クラッススは演説を終えた直後に体調を崩し、9日後に死去した。クラッススの死去は、それまでの経過よりもはるかに影響が大きかった。強力な支持者を失ったドルスス「派」は明らかに弱体化した。さらに、ローマ市民権を求めていた同盟都市の市民と、ドルススの関係に関する情報も出てきた。
話は春に戻るが、アルバ山の祭りの際に、ソキイ（ローマの同盟都市）が、ピリップスとカエサルの両執政官を生贄として神に捧げようとする企てがあることを、ドルススはピリップスに伝えていた。これがドルススに疑惑が向けられるきっかけとなった。後に明らかになったことは、全同盟都市の市民がドルススに忠誠を誓い、もし彼らがローマ市民権を得ることに成功した場合には、ドルススを最大の恩人とみなすことに同意しているということである。この忠誠の文面を自分の手に取り、元老院議員たちに読み上げたのは、ピリップスであったと推測されている。一人に護民官の手に巨大な力が集中するという見通しに怯えた人々は、カエキリウス・ディディウス法に基づいて、ドルススの法案が無効であると宣言した。その直後にドルススは殺害された。犯人は不明で逮捕されることはなかった。裏にいたのはピリップスだとの噂が広まった。

### マリウス派とスッラ派の間で
執政官任期が満了する前に、ローマの同盟都市は反乱し、同盟市戦争が始まった。このため、翌紀元前90年にはウァリウス法が制定される。これは、同盟都市の反乱を扇動したローマ市民を裁判にかけるための法律である。ピリップスはクィントゥス・ポンペイウス・ルフス（紀元前88年執政官）とルキウス・メンミウス（紀元前89年護民官）の裁判に、告発側の証人として出廷している。キケロはこの裁判を見学していたが、ピリップスは「特に雄弁で、彼の追求は告発人の力強さと能弁さを持っていた。」と語っている。
同盟市戦争は実質的には紀元前89年に終結するが、今度はマリウス派とスッラ派の間に、内戦が勃発した。この内戦に関するピリップスの立場に関しては、歴史学者の一致を見ていない。ミュンツァーは、ピリップスはポプラレス（民衆派）に属しており、騎士階級との関係も深いことから、マリウス派であったと考えている。一方では、どちらにも属さず、行動の自由を確保していたとの見方もある。一つ確かなことは、紀元前87年末にマリウスとルキウス・コルネリウス・キンナがローマを占領したとき、ピリップスは他の多くの元老院議員とは異なり、ローマに残ったということである。キンナが執政官を務めた間（紀元前87年-紀元前84年）、ピリップスはローマに残っていた3人の執政官経験者のうちの1人であった。このため、紀元前86年にはマルクス・ペルペルナと共にケンソル（監察官）に就任している。このときに実施された国勢調査では、同盟市戦争後に市民権を得たイタリック人も対象になった。ただ、成人男子ローマ市民の人口は463,000人で、統計が残っている紀元前115年の394,336人からさほど大きく増えていない。大幅な人口増加が認められるのは次の国勢調査（紀元前70年）で、約91万人とされている。
このときの元老院議員監査で、ピリップスは叔父であるアッピウス・クラウディウス・プルケル（後の紀元前79年に執政官就任）が元老院から除名されているが、これはプルケルがスッラを引き続き支援していたためである。一方で同じ年にピリップスは、紀元前89年にグナエウス・ポンペイウス・ストラボがアスクルムで得た戦利品を横領した罪で告発された、ストラボの息子である18歳のグナエウス・ポンペイウス（後のポンペイウス・マグヌス）を法廷で弁護した。ポンペイウスを弁護した他の人物は、後に三度執政官となったグナエウス・パピリウス・カルボ と、若くても将来有望なクィントゥス・ホルテンシウス・ホルタルス（紀元前69年執政官）であった。プルタルコスによれば、ピリップスは法廷で「ピリッポス2世がアレクサンドロス大王を愛していても不思議ではない」と述べたと言うが、これはアレクサンドロス大王とポンペイウスの外見が似ているとされていたことを念頭に置いたものであった。結局ポンペイウスは無罪となった。
この間に、マリウス派の主敵であるスッラはバルカン半島でミトリダテス6世と戦っていた（第一次ミトリダテス戦争）。スッラは同時にイタリアへの上陸とマリウス派との戦いを準備しており、ミトリダテスとの間にダルダノスの和約を締結するとイタリアに向かった。元老院には両派の妥協案を唱える有力な中道主義者グループがいたという意見がある。このグループはルキウス・ウァレリウス・フラックスが率いていたが、ピリップスもその一員であり、監察官としての権限で和平を達成できる可能性もあった。しかし戦争が避けられないことが明らかになると、ピリップスをはじめとする中道主義者は一人ずつスッラの側に回っていった。ピリップスが加わったことは、スッラ派にとって大成功であった。それまでスッラ派は監察官を正当と認めていなかった。紀元前82年、スッラはピリップスにサルディニア属州を支配するよう依頼した。マリウス派の総督クィントゥス・アントニウス・バルブスは追放されて殺された。おそらくこの直後、ピリップスはコルシカ島をも占領したと思われる。

### その後
スッラは紀元前82年に永久独裁官に就任する（紀元前80年辞任）。この間、ピリップスは数少ない高位官職経験者の中でも、特に目立つ存在であった。高齢のためフラックスが政治活動から引退すると、ピリップスは元老院の「非公式の」指導者とみなされるようになった。紀元前1世紀中頃の歴史家ガイウス・サッルスティウス・クリスプスは、ピリップスは「老練であり、彼の助言は他の誰よりも優れていた」と記している。
スッラは紀元前78年に死去した。このときピリップスは元老院で、故人の遺体はコルネリウス氏族の慣習である土葬ではなく、遺言にしたがって火葬にすべきであると発言し、その意見が採用された。葬儀においては、スッラの遺体を前にして「当時の最高の弁論家」が演説を行ったと、アッピアノスは書いている。これが誰かに関しては、クイントゥス・ホルテンシウス・ゴルタラスとピリップスの説があるが、ミュンツァーは、当時の地位を考えるとピリップスであった可能性が高いと考えている（ゴルタラスはこの時点では按察官経験者に過ぎなかった）。
紀元前78年の執政官マルクス・アエミリウス・レピドゥスは、翌紀元前77年にプロコンスル（前執政官）としてガリア・キサルピナに派遣されることになった。しかし、任地に向かう途中でスッラ派に対する蜂起の準備を始めた。これを知ったピリップスは反乱軍に対する思い切った処置が必要であると主張した。一方で、元老院の多数は、レピドゥスに対して、軍事行動の停止と引き換えに恩赦を与えることを主張した。しかし、レピドゥスはこの提案を拒絶し、ローマに戻らなかった。ピリップスは元老院に対して、セナトゥス・コンスルトゥム・ウルティムム（元老院最終的布告）出し、「両執政官が国家に何らかの害が及ばぬよう対処」するよう提言した。この提言は受け入れられた。
レピドゥスの反乱鎮圧のためにポンペイウスが派遣されることとなった。ポンペイウスはレピドゥスを敗死させたが、その軍の残党はヒスパニアに渡り、そこで反スッラのクィントゥス・セルトリウスと合流した。ヒスパニアでは前執政官クィントゥス・カエキリウス・メテッルス・ピウスが反乱軍と戦っていたが、ピリップスはポンペイウスにインペリウム（軍事指揮権）を与えてを援軍に派遣することを主張した。ポンペイウスはまだ29歳で、高位官職を経験していない騎士階級の軍人であったが、ピリップスは意に介さなかった。

この時、ある元老院議員が「一私人をプロコンスルとして（pro consule）送り出すべきではない」と言ったが、ピリップスは「彼が望むのであれば、プロコンスルでなく両執政官の代理として（pro consulibus）送り出すべきだ」と応えたという。彼なら共和国を支えてくれるという大きな期待が、本来両執政官が果たすべき責務を勇敢な若者一人に託したのだ。
キケロ『ポンペイウスの指揮について』、62.

このピリップスの言葉遊びを用いた発言は、外にもオロシウスやプルタルコスも触れており、プルタルコスは、両執政官が役立たずだったとしている。ピリップスの提案は受け入れられ、ポンペイウスはヒスパニアへ向かった。同じ頃にピリップスは、さらに二つの提案をしている。その一つは、「スッラに金銭を差し出して自治権を得た都市は、再びローマに貢物を払わなければならない。スッラに渡した金銭の返却は行わない」というものであり、元老院はこの提案を受け入れた。この30年後にキケロは『義務について』を書くが、これを恥ずべきものとしている。もう一つは、紀元前80年に殺害されたプトレマイオス11世の遺言に従うとして、エジプトを併合することを提案したことである。キケロは、「私はよく覚えているが、ピリップスは元老院で何度もこれを主張した」と書いている。キケロが元老院議員となったのは紀元前76年であるので、この提案は紀元前76年または翌年のことと思われる。
それ以降、ピリップスに関する記録はない。紀元前76年には少なくとも60歳にはなっていたため、これよりそう遅くない頃に死去したと思われる。

## 知的活動
ピリップスは、卓越した雄弁家として知られていた。キケロは彼を「偉大な弁論家」と呼び、「非常に雄弁で教養のある」人物であり、ルキウス・リキニウス・クラッススス、マルクス・アントニウス・オラトル、クィントゥス・ホルテンシウス・ホルタルスと並んで、ローマの最高の弁論家の一人としている。同時に、キケロはオラトルの口を通じて、ピリップスが演説の始め方を知らなかったとも書いている：「演説の最初は常に正確で賢明であり、考えを十分に整理され、軽快に表現され、それぞれのケースに見合ったものでなければならない」のだが、ピリップスは「通常、ほとんど準備をしていないために、演説のために立ち上がっても、どの言葉を最初に発するかを決めていない。彼は戦いを始める前に腕を温めるのが自分の習慣であると言っている。これは比喩ではあるが、そのような人たちは最初の槍を静かに投げ、最大限の優美さを保ち、同時にその強さ見せるものだということは考えていない」 。
紀元前90年代には、ピリップスは定期的に法廷に現れていた。内戦の間（紀元前86年～紀元前84年）に、法廷で演説を行ったのは「一度か二度」だけであった。紀元前81年には、ホルタルスとともに、プブリウス・クィンクティウスに対する裁判で告訴側の代理人を務めたが、クィンクティウスの弁護人は活動を始めたばかりのキケロであり、結果クィンクティウスは無罪となった。
ピリップスの演説の一文が、サッルスティウスの『歴史』の中で引用されているが、明らかにこの演説は本物ではない。

## 家族
ピリップスの妻の名前は不明であるが、彼女にとっては二度目の結婚であったことは分かっている。最初の結婚で男子を産んでいるが、ピリップス家で育てられた。また紀元前102年頃に、両者の間の息子ルキウスを産むが、ルキウスは紀元前56年に執政官に就任する。

## 参考資料

### 古代の資料
- アウレリウス・ウィクトル『共和政ローマ偉人伝』
- フロルス『700年全戦役略記』
- アッピアノス『ローマ史』
- プルタルコス『対比列伝』
- カピトリヌスのファスティ
- ティトゥス・リウィウス『ローマ建国史』
- オロシウス『異教徒に反論する歴史』
- ガイウス・サッルスティウス・クリスプス『歴史』
- ガイウス・スエトニウス・トランクィッルス『皇帝伝』
- マルクス・トゥッリウス・キケロ『ブルトゥス』
- マルクス・トゥッリウス・キケロ『家庭について』
- マルクス・トゥッリウス・キケロ『プランキウス弁護』
- マルクス・トゥッリウス・キケロ『義務について』
- マルクス・トゥッリウス・キケロ『ガイウス・ラビリウス弁護』
- マルクス・トゥッリウス・キケロ『ムレナ弁護』
- マルクス・トゥッリウス・キケロ『弁論家について』
  - キケロ 著、大西英文 訳『『弁論家について』（下）』岩波文庫、2005年。
- マルクス・トゥッリウス・キケロ『アッティクス宛書簡集』
- マルクス・トゥッリウス・キケロ『ポンペイウスの指揮について』
- マルクス・トゥッリウス・キケロ『農地法について』
- マルクス・トゥッリウス・キケロ『クィンクティウス弁護』
- マルクス・トゥッリウス・キケロ『セスティウス弁護』

### 研究書
- Bedian E. Zepion and Norban (Notes on the Decade of 100-90 BC) // Studia Historica. - 2010. - number the X . - S. 162-207 .
- Gorenstein V. Guy Sallust Crisp // Caesar. Sallust. - SPb. : AST, 2001. - S. 623-637. - ISBN 5-17-005087-9 .
- Egorov A. Julius Caesar. Political biography. - SPb. : Nestor-History, 2014 .-- 548 p. - ISBN 978-5-4469-0389-4 .
- A.V. Korolenkov, E.V. Smykov Sulla. - M .: Molodaya gvardiya, 2007 .-- 430 p. - ISBN 978-5-235-02967-5 .
- Tsirkin Yu. Lepidus Uprising // Antique World and Archeology. - 2009. - No. 13 . - S. 225-241 .
- Tsirkin Y. Civil wars in Rome. Defeated. - SPb. : Publishing house of St. Petersburg State University, 2006. - 314 p. - ISBN 5-288-03867-8 .
- Broughton R. Magistrates of the Roman Republic. - New York, 1951. - Vol. I. - P. 600.
- Broughton R. Magistrates of the Roman Republic. - N. Y. , 1952. - Vol. II. - P. 558.
- Keaveney A. Who were the Sullani? // Klio. - 1984. - No. 66 . - S. 114-150 .
- Klebs E. Aemilius 72 // Paulys Realencyclopädie der classischen Altertumswissenschaft . - 1893. - Bd. I, 1. - Kol. 554-556.
- Leach P. Pompey the Great. - London - New York: Routledge, 1978.
- Münzer F. Claudius // Paulys Realencyclopädie der classischen Altertumswissenschaft . - 1899 .-- T. III, 2 . - P. 2662-2667.
- Münzer F. Claudius 386 // Paulys Realencyclopädie der classischen Altertumswissenschaft . - 1899 .-- T. III, 2 . - P. 2886.
- Münzer F. Marcius // Paulys Realencyclopädie der classischen Altertumswissenschaft . - 1930. - T. IV . - P. 1535-1540.
- Münzer F. Marcius 75 // Paulys Realencyclopädie der classischen Altertumswissenschaft . - 1930. - T. IV . - P. 1562-1568.
- Münzer F. Marcius 80 // Paulys Realencyclopädie der classischen Altertumswissenschaft . - 1930. - T. IV . - P. 1579.
- Münzer F. Marcius 81 // Paulys Realencyclopädie der classischen Altertumswissenschaft . - 1930. - T. IV . - P. 1579.
- Münzer F. Marcius 82 // Paulys Realencyclopädie der classischen Altertumswissenschaft . - 1930. - T. IV . - P. 1579-1580.
- Münzer F. Römische Adelsparteien und Adelsfamilien. - Stuttgart, 1920. - P. 437.
- Seager R. Pompey the Great: a political biography. - Oxford: Blackwell, 2002 .-- 176 p.
- Sumner G. Orators in Cicero's Brutus: prosopography and chronology. - Toronto: University of Toronto Press, 1973 .-- 197 p. - ISBN 9780802052810 .